# Eupithecia circumfusca
Eupithecia circumfusca là một loài bướm đêm trong họ Geometridae.